# 2+1-vej
En 2+1 vej er en vejtype, som skiftevis har en eller to kørebaner i en given retning. Den kan have en midterrabat, som oftest i form af wirer udført i stål, eller den kan have et midterareal der kan overkøres. Denne vejtype har som regel tre gennemgående kørebaner på hele strækningen, dog kun to de steder, hvor to kørebaner i den ene retning overgår til én og omvendt i den modsatte retning.
Vejtypen forekommer meget i Sverige og Norge, og var tidligere udbredt i Danmark inden udbygningen af motorvejsnettet. Da kørebanerne er noget smallere end på en motorvej, er 2+1-veje som oftest udlagt som motortrafikveje. Hvor dette ikke er tilfældet, kan det betyde langsomtgående trafik så som traktorer og motoriserede redskaber. I Sverige bliver 2+1-veje også omtalt som mötesfri motortrafikled eller mötesfri landsväg.

## Danmark

### 2+1 vej i Danmark
- 14 2+1 vej Ortved - Roskilde
- 6 2+1 vej Himmelev - Jyllinge
- 16 2+1 vej Allerød - Hillerød
- 21 2+1 vej Ebbeløkke - Overby Lyng
- 21 2+1 vej Krakær - Handrup
- 11 55 2+1 vej Aalborg Lufthavn - Aabybro
- 26 2+1 vej Vilsund- Sundby
- 13 2+1 vej Viborg S - Vranum
- 28 2+1 vej Bredsten - Vandel
- 2+1 vej Hirtshals V - Hirtshals Ø
- 21 2+1 vej Holbæk - Sjællands Odde

### 2+1 vej under planlægning
- 40 2+1 vej Aalbæk - Skagen (VVM-redegørelse afsluttet) (2028)
- 15 2+1 vej Herning - Ringkøbing (VVM-redegørelse igangsættes)[1] (2028)
- 26 2+1 vej Sallingsund - Hanstholm (forundersøgelse afsluttet) (2028)
- 11 2+1 vej Korskroen - Varde (forundersøgelse igangsættes) (2029)
- 34 2+1 vej Haderup - Skive N (forundersøgelse afsluttet) (2035)
- E55 2+1 vej Ønslev - Nykøbing (VVM-redegørelse afsluttet)
- 26 2+1 vej Skive - Hanstholm (forundersøgelse afsluttet)
- 34 2+1 vej Skive - Herning (forundersøgelse afsluttet)
- 13 2+1 vej Vejle - Viborg - Aars (forundersøgelse)[2]
- 6 2+1 vej Solrød - Roskilde (forundersøgelse) [3]

### Foreslåede 2+1 vej
- 26 2+1 vej Hanstholm - Sallingsund [4]
- 34 2+1 vej Skive - Haderup [5]
- 21 2+1 vej Assentoft - Ebeltoft
- 15 2+1 vej Aarhus- Grenaa[6]
- 15 181 2+1 vej Ringkøbing - Hvide Sande
- 26 2+1 vej Aarhus - Viborg [7]
- 11 2+1 vej Struer - Holstebro [8]
- 11 2+1 vej Varde - Thisted
- 11 2+1 vej Thisted - Aalborg [9]
- 11 2+1 vej Korskro - Varde
- 11 2+1 vej Tønder - Korskro
- 307 2+1 vej Assens - Fynske Motorvej E20 [10]
- 43 2+1 vej Faaborg - Årslev/Svendborgmotorvejen [11]
- 9 2+1 vej Rudkøbing - Svendborg [12]
- 14 2+1 vej Ringsted - Ortved
- 16 2+1 vej Kregme - Hillerød [13]